# 5316 Філатов
5316 Філатов (5316 Filatov) — астероїд головного поясу, відкритий 21 жовтня 1982 року.
Тіссеранів параметр щодо Юпітера — 3,154.